# شهرک سلامت اصفهان
شهرک سلامت اصفهان، مجموعه‌ای است که در نزدیکی بزرگراه شهید آقابابایی اصفهان ساخته شده‌است و شامل بیمارستانی با ۱۰۰۰ تخت با هدف کسب درآمد از گردشگری پزشکی می‌باشد. 

## همچنین ببینید
- اقتصاد در اصفهان